# Peșteri Coreca
Peșterile Coreca sunt două peșteri carstice (Grotta du 'Scuru și Gruttuni) situate de-a lungul coastei Tirrene din Calabria, în apropiere de Coreca, în municipiul Amantea.
Cele două intrări sunt foarte aproape, la aproximativ zece metri unul de celălalt. În vechime se aflau la nivelul mării, în timp ce astăzi sunt cu aproximativ 25 de metri mai înalți, așezați pe un zid de stâncă și, prin urmare, cu acces dificil. Ele diferă în lățimea intrării, care este largă în Gruttuni și îngustă în Grotta du 'Scuru, cu consecința că prima este o peșteră relativ strălucitoare și a doua foarte întunecată.

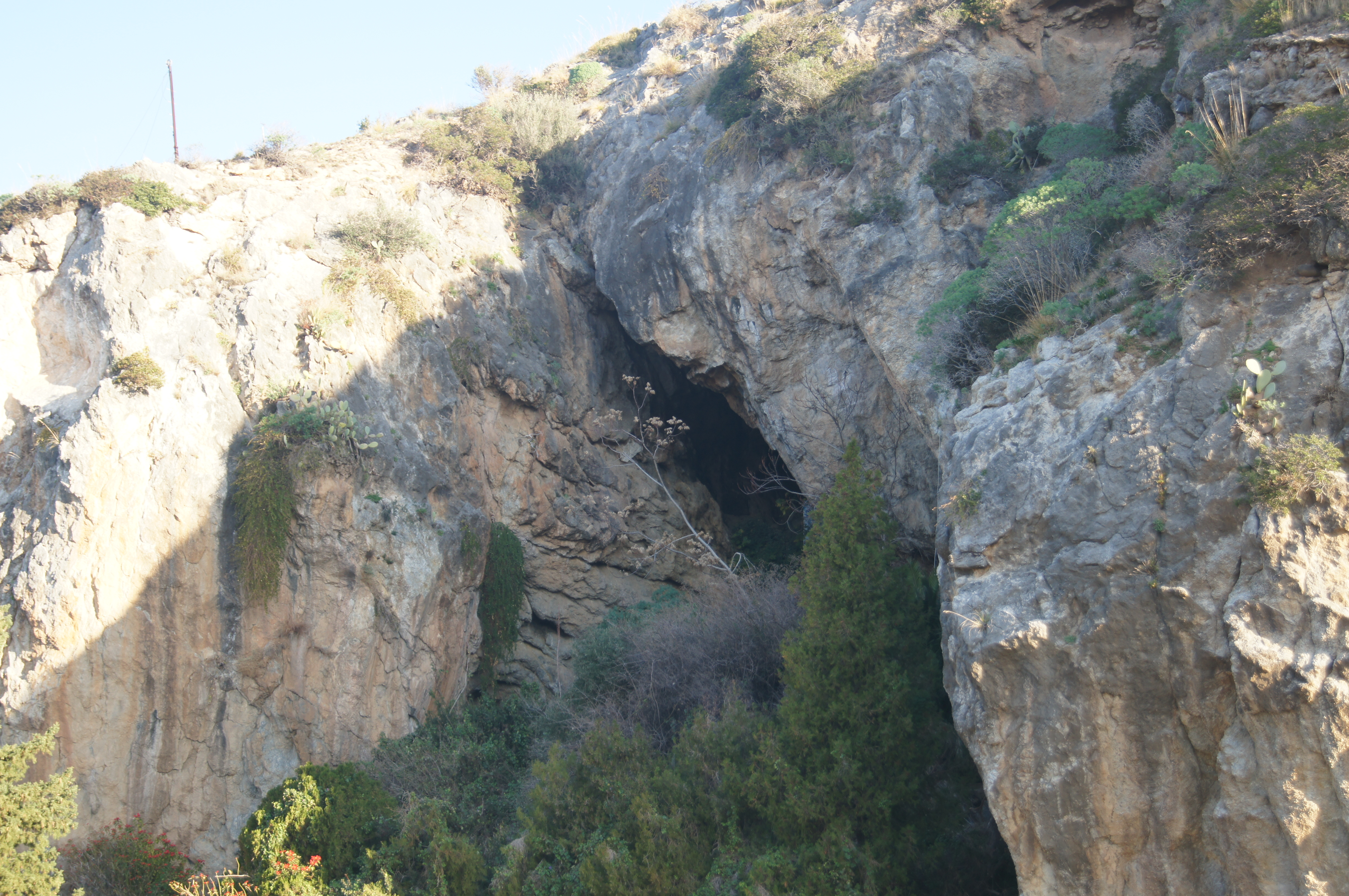
Grotta du Pecuraru sau Gruttuni

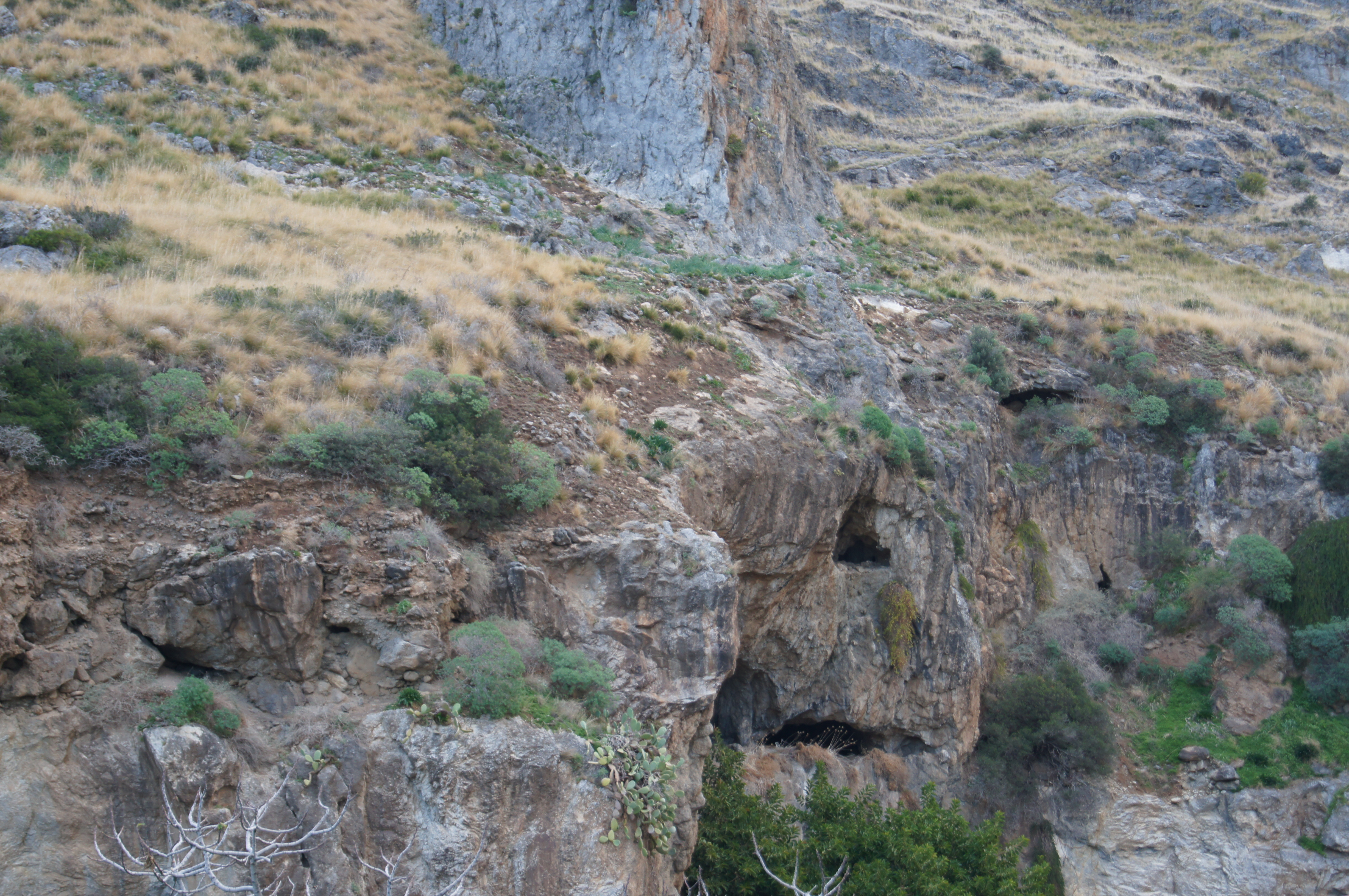
Grotta du Scuru

Cele două peșteri adiacente sunt importante din punct de vedere arheologic. În 2012 s-a stabilit (confirmând indicațiile anterioare ale savanților piemontesi) că acestea au fost utilizate în perioada târzie a epocii bronzului (precum și în perioadele ulterioare). Artifactele găsite (teracotă, mori de piatră, pietricele șlefuite etc.) au fost găsite destul de bine conservate, având în vedere dificultatea de accesare a peșterilor în sine și ar indica o utilizare diferită a celor două cavități: Gruttuni au fost utilizate în scopuri de locuințe, în timp ce Scuru a fost folosit pentru rituri funerare.